# Episodi di La strada per Avonlea (terza stagione)
La terza stagione della serie televisiva La strada per Avonlea è andata in onda su CBC Television dal 12 gennaio 1992 al 5 aprile 1992.
| nº | Titolo originale                               | Titolo italiano                             | Prima TV originale |
| -- | ---------------------------------------------- | ------------------------------------------- | ------------------ |
| 1  | The Ties That Bind                             | Sorelle                                     | 12 gennaio 1992    |
| 2  | Felix and Blackie                              | Felix e Blackie                             | 19 gennaio 1992    |
| 3  | Another Point of View                          | Punti di vista                              | 26 gennaio 1992    |
| 4  | But When She Was Bad... She Was Horrid: Part 1 | Il nostro adorabile demonio (Prima parte)   | 2 febbraio 1992    |
| 5  | But When She Was Bad... She Was Horrid: Part 2 | Il nostro adorabile demonio (Seconda parte) | 9 febbraio 1992    |
| 6  | Aunt Janet Rebels                              | La suffragetta                              | 16 febbraio 1992   |
| 7  | A Dark and Stormy Night                        | Fascino                                     | 23 febbraio 1992   |
| 8  | Friends and Relations                          | Una giornata diversa                        | 1º marzo 1992      |
| 9  | Vows of Silence                                | Arriva la fine del mondo                    | 8 marzo 1992       |
| 10 | After the Honeymoon                            | Zio Jasper e il vampiro                     | 15 marzo 1992      |
| 11 | High Society                                   | Alta Società                                | 22 marzo 1992      |
| 12 | The Calamitous Courting of Hetty King          | Come Cenerentola                            | 29 marzo 1992      |
| 13 | Old Friends, Old Wounds                        | Vecchi rancori                              | 5 aprile 1992      |